# Powiat pucki

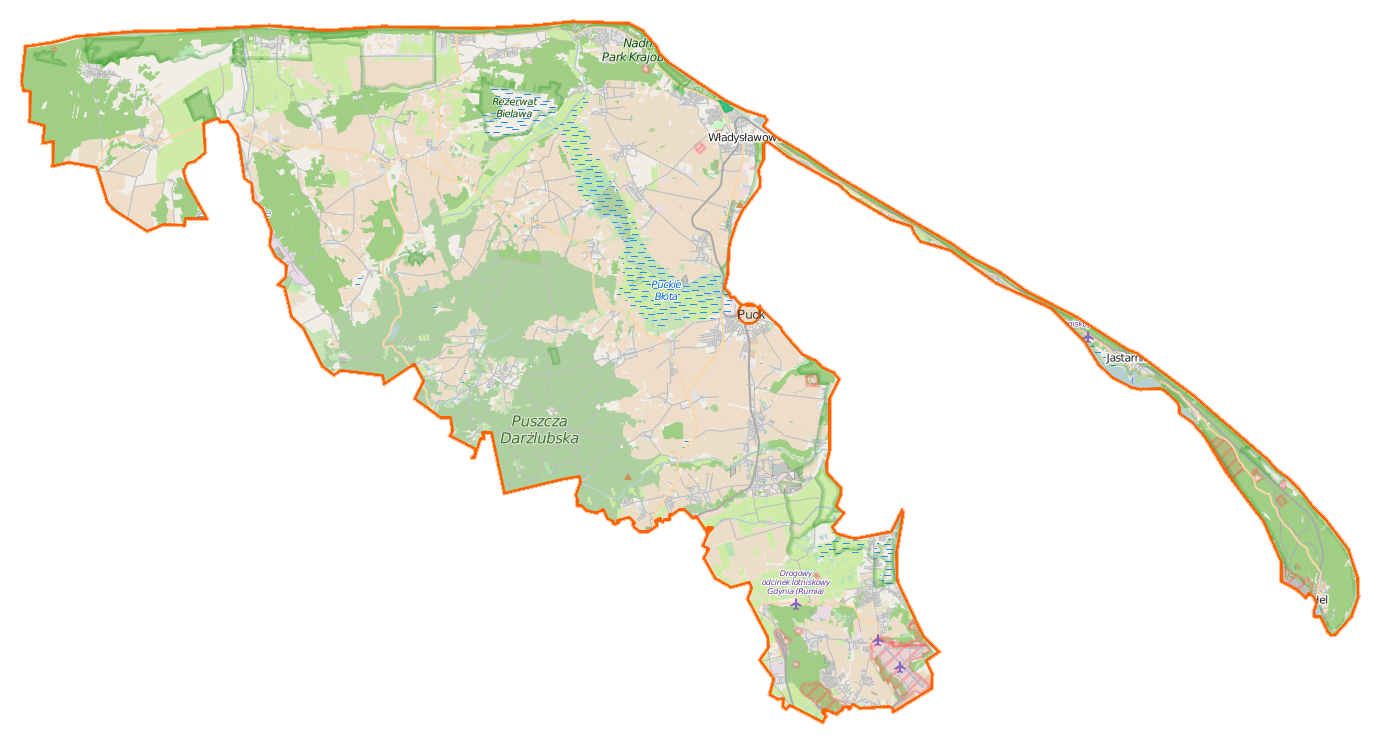
Mapa powiatu

Powiat pucki (kaszub. Pùcczi kréz) – powiat w Polsce (województwo pomorskie) utworzony w 1999 w ramach reformy administracyjnej. Jego siedzibą jest miasto Puck. Jest to najdalej wysunięty na północ powiat Polski – w jego granicach znajduje się przylądek Rozewie (54°50′N).
Według danych z 31 grudnia 2023 roku powiat zamieszkiwały 91 216 osób. Natomiast według danych z 30 czerwca 2020 roku powiat zamieszkiwały 87 183 osoby.

## Miasta i gminy w powiecie
W skład powiatu wchodzą:
- gminy miejskie: Hel, Puck
- gminy miejsko-wiejskie: Jastarnia, Władysławowo
- gminy wiejskie: Kosakowo, Krokowa, Puck
- miasta: Hel, Jastarnia, Puck, Władysławowo

## Historia
Samodzielny powiat pucki istniał zarówno w okresie I i II Rzeczypospolitej, jak i podczas zaboru pruskiego (Landkreis Putzig). Powiat pucki w Polsce powojennej został powołany dnia 1 października 1954 w województwie gdańskim, w trakcie wprowadzenia gromad w miejsce dotychczasowych gmin jako podstawowych jednostek administracyjnych PRL. Na powiat pucki złożyły się 1 miasto i 18 gromad, które wyłączono z powiatu wejherowskiego:
- miasto Puck,
- gromady Dębogórze, Hel, Jastarnia, Karlikowo, Karwia, Krokowa, Leśniewo, Mieroszyno, Mosty, Połchowo, Połczyno, Starzyno, Strzelno, Swarzewo, Wierzchucino, Władysławowo, Żarnowiec i Żelistrzewo.

13 listopada 1954 trzy gromady – Hel, Jastarnia i Władysławowo – przekształcono w osiedla. Hel i Władysławowo pozostały osiedlami do 30 czerwca 1963, kiedy to nadano im prawa miejskie, tego samego dnia prawa osiedla otrzymała Jastrzębia Góra.
1 stycznia 1973 zniesiono gromady i osiedla, a w ich miejsce reaktywowano gminy. Tego samego dnia zniesione osiedle Jastarnia otrzymało prawa miejskie, a zlikwidowane osiedle Jastrzębia Góra włączono w obręb miasta Władysławowo. Powiat pucki podzielono na 4 miasta i 5 gmin:
- miasta Hel, Jastarnia, Puck i Władysławowo
- gminy Kosakowo, Krokowa, Puck, Wierzchucino[9] i Żelistrzewo[10]

Po reformie administracyjnej obowiązującej od 1 czerwca 1975 terytorium zniesionego powiatu puckiego zostało włączone do nowego (mniejszego) województwa gdańskiego. 15 stycznia 1976 zniesiono gminy Wierzchucino i Żelistrzewo.
Wraz z reformą administracyjną z 1999 przywrócono w województwie pomorskim powiat pucki o kształcie przybliżonym do granic z 1975.

## Demografia
Według danych GUS z 31.12.2023 r. powiat zamieszkiwało 91 216 mieszkańców.
Przyrost naturalny powiatu w 2022 r. na 1000 mieszkańców wyniósł -0,51, a saldo migracji wewnętrznych wyniosło +611 zameldowanych osób.

### Narodowości i języki
Według spisu powszechnego z 2021 r. 27% mieszkańców podało inną niż polską narodowość, oraz 18% podało inny niż polski język domowy.
| Narodowość | liczba | %   |
| ---------- | ------ | --- |
| Polska     | 65 433 | 73% |
| Kaszubska  | 23 329 | 26% |
| Inna       | 997    | 1%  |

| Język domowy         | liczba | %   |
| -------------------- | ------ | --- |
| Polski (jako jedyny) | 73 723 | 82% |
| Kaszubski            | 13 668 | 15% |
| Angielski            | 1 756  | 2%  |
| Inny                 | 612    | 1%  |

### Religia

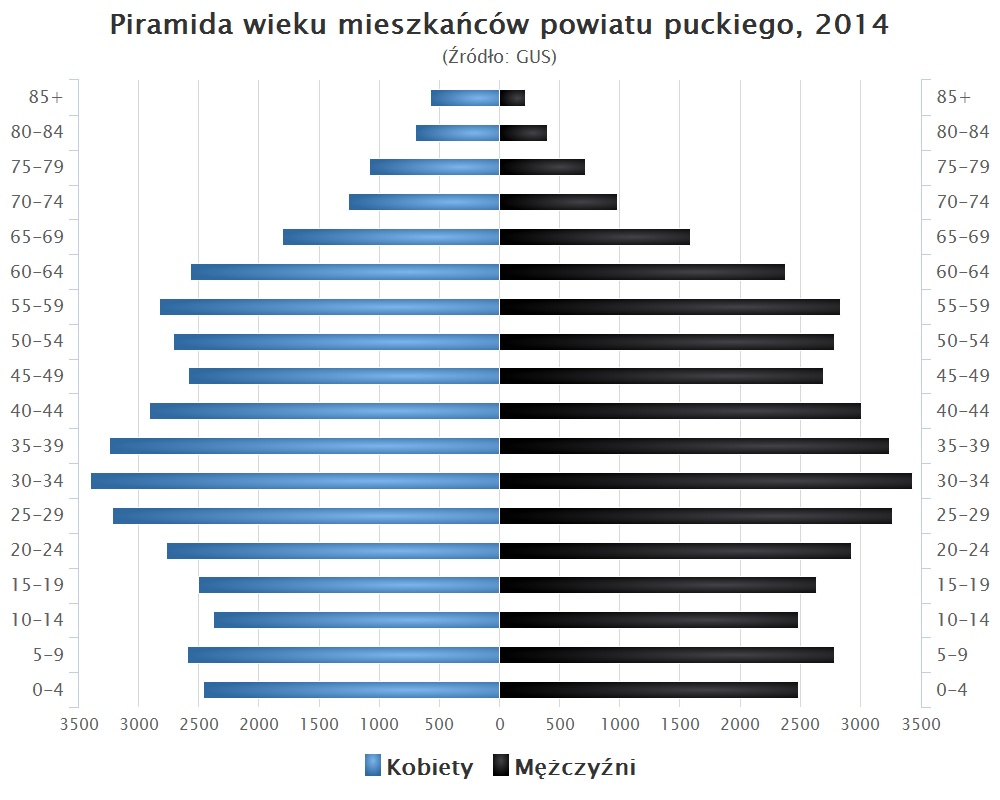
Piramida wieku mieszkańców powiatu puckiego w 2014 roku

| Religia                       | liczba wiernych | %   |
| ----------------------------- | --------------- | --- |
| Chrześcijaństwo (Katolicyzm)  | 65 678          | 73% |
| Brak wyznania Brak odpowiedzi | 23 676          | 26% |
| Inne wyznania                 | 405             | 1%  |

Liczba ludności (dane z 30 czerwca 2013):
|        | Ogółem | Ogółem | Kobiety | Kobiety | Mężczyźni | Mężczyźni |
| osób   | %      | osób   | %       | osób    | %         |           |
| ------ | ------ | ------ | ------- | ------- | --------- | --------- |
| Ogółem | 81 132 | 100    | 40 845  | 50,34   | 40 287    | 49,66     |
| Miasto | 34 419 | 42,42  | 17 614  | 21,71   | 16 805    | 20,71     |
| Wieś   | 46 713 | 57,58  | 23 231  | 28,63   | 23 482    | 28,94     |

▶Wieś vs ▶miasto
Ogółem (▶k, ▶m)
Miasto (▶k, ▶m)
Wieś (▶k, ▶m)

### Ludność w latach
|      | \| Lata \| Ludność[15] (stan na 31 grudnia) \| \| ---- \| -------------------------------- \| \| 1999 \| 70 268 \| \| 2000 \| 70 588 \| \| 2001 \| 70 925 \| \| 2002 \| 71 631 \| \| 2003 \| 72 292 \| \| 2004 \| 73 179 \| \| 2005 \| 73 788 \| \| 2006 \| 74 717 \| \| 2007 \| 75 693 \| \| 2008 \| 76 310 \| \| 2009 \| 77 238 \| \| 2010 \| 77 947 \| \| 2011 \| 80 106 \| \| 2012 \| 80 738 \| \| 2013 \| 81 930 \| \| 2014 \| 82 414 \| \| 2017 \| 84 687 \| \| 2018 \| 85 726 \| \| 2019 \| 86 203 \| |
| Lata | Ludność (stan na 31 grudnia) |
| 1999 | 70 268 |
| 2000 | 70 588 |
| 2001 | 70 925 |
| 2002 | 71 631 |
| 2003 | 72 292 |
| 2004 | 73 179 |
| 2005 | 73 788 |
| 2006 | 74 717 |
| 2007 | 75 693 |
| 2008 | 76 310 |
| 2009 | 77 238 |
| 2010 | 77 947 |
| 2011 | 80 106 |
| 2012 | 80 738 |
| 2013 | 81 930 |
| 2014 | 82 414 |
| 2017 | 84 687 |
| 2018 | 85 726 |
| 2019 | 86 203 |

### Ludność w gminach
Liczba mieszkańców 30 czerwca 2019:
| Herb                  | Gmina        | Typ             | Powierzchnia (km²) | Populacja (2019) | Siedziba     |
|                       | Puck         | wiejska         | 243,29             | 26 522           | Puck *       |
|                       | Władysławowo | miejsko-wiejska | 38,1               | 15 405           | Władysławowo |
|                       | Kosakowo     | wiejska         | 47,37              | 15 268           | Kosakowo     |
|                       | Puck         | miejska         | 4,9                | 11 213           |              |
|                       | Krokowa      | wiejska         | 211,83             | 10 832           | Krokowa      |
|                       | Jastarnia    | miejsko-wiejska | 8                  | 3 696            | Jastarnia    |
|                       | Hel          | miejska         | 21,27              | 3 267            |              |
| * nie należy do gminy |              |                 |                    |                  |              |

## Rada Powiatu
| Ugrupowanie                                            | 2002-2006 | 2006-2010 | 2010-2014 | 2014-2018 | 2018-2024 | 2024-2029 |
| ------------------------------------------------------ | --------- | --------- | --------- | --------- | --------- | --------- |
| Twój Powiat Pucki                                      | -         | -         | -         | -         | 8         | 6         |
| Ziemia Pucka                                           | 11        | 9         | -         | -         | 3         | 5         |
| Koalicja Obywatelska (do 2018 r.Platforma Obywatelska) | 5         | 6         | 9         | 6         | 5         | 5         |
| Trzecia Droga                                          | -         | -         | -         | -         | -         | 3         |
| Prawo i Sprawiedliwość                                 | -         | 1         | 2         | 3         | 3         | 2         |
| Nasz Powiat Pucki                                      | -         | -         | 6         | 7         | -         | -         |
| Budujemy Powiat                                        | -         | -         | -         | 1         | -         | -         |
| Polskie Stronnictwo Ludowe                             | 2         | 3         | 2         | 4         | 2         | -         |
| Samoobrona                                             | 1         | -         | -         | -         | -         | -         |

## Sąsiednie powiaty
- pomorskie: miasto Gdynia, powiat wejherowski

## Współpraca międzynarodowa
Powiaty partnerskie:
- Trewir-Saarburg, Niemcy
- Powiat Gliwicki, Polska
- Region Skuodas (Szkudy), Litwa

## Media lokalne
- Radio Kaszëbë
- Echo Ziemi Puckiej – piątkowy dodatek do Dziennika Bałtyckiego
- Kaszuby24.pl
- Bałtycka TV - lokalna telewizja internetowa

## Transport

### Transport kolejowy

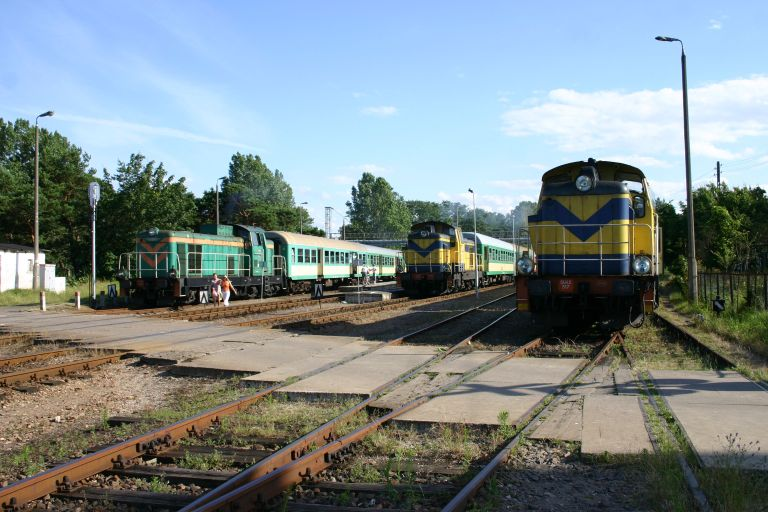
Pociągi na stacji Hel w sezonie letnim (2009)

Sieć kolejowa na terenie tego powiatu składa się z dwóch linii kolejowych czynnej 213 i rozebranej 263. Linie krzyżowały się w Swarzewie.
Stacja w Pucku była najbliżej morza położonym obiektem na sieci PKP, dlatego zbudowano w Pucku tymczasowy port wraz z bocznicą kolejową. Rozwój kolei w powiecie w latach 20. XX spowodował rozwój turystyki na Mierzei Helskiej. Ze względu na obsługę w dużej mierze ruchu turystycznego na Mierzei Helskiej linia 213 wykazuje dużą sezonową zmienność przewozów.
Ruch towarowy, ze względu na brak przemysłu, ma marginalne znaczenie.

## Galeria

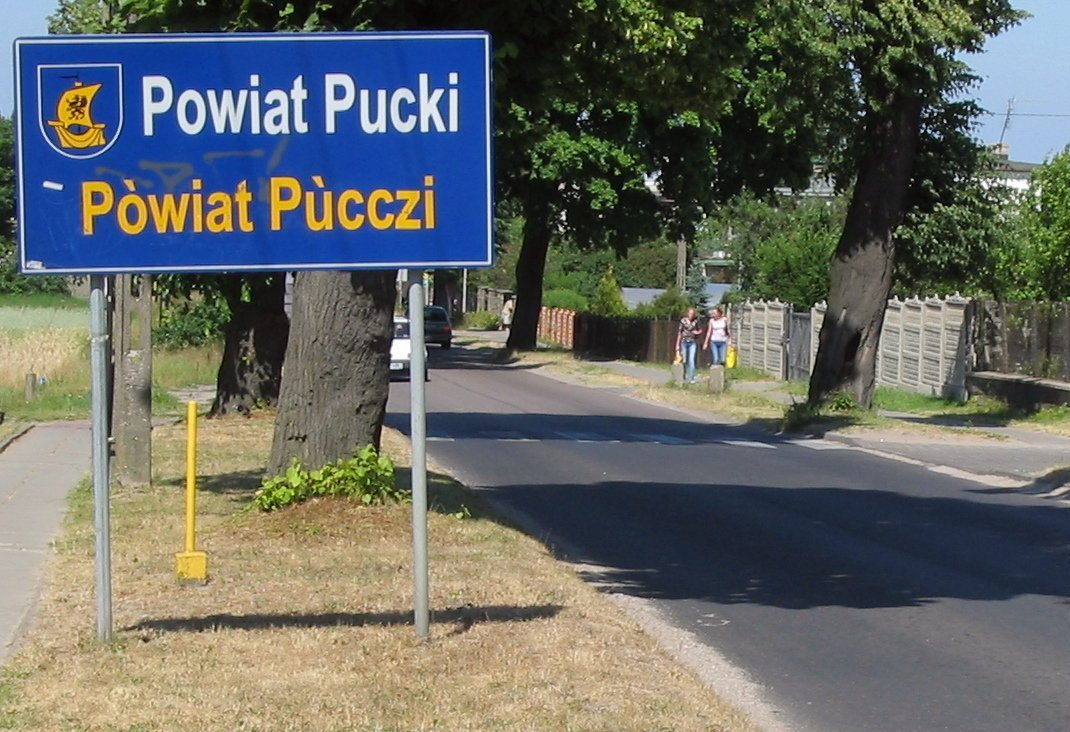
Tablica informacyjna w dwóch językach: polskim i kaszubskim
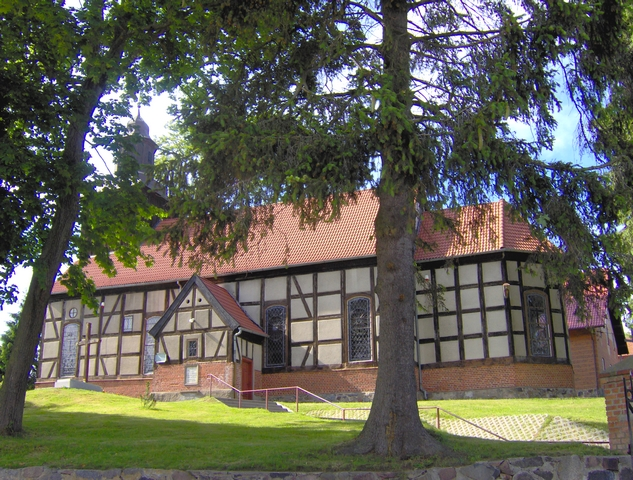
Ryglowy kościół w Mechowie, gmina Puck, powiat pucki
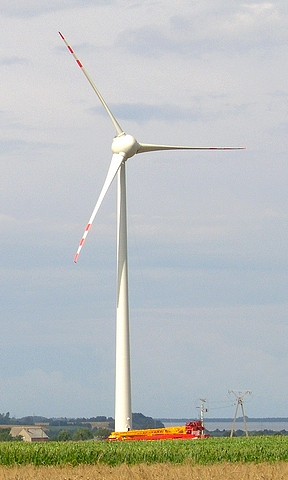
Nowo wybudowana elektrownia wiatrowa pod Puckiem, sierpień 2006